# Pseudogrammopsis lineata
Pseudogrammopsis lineata là một loài bọ cánh cứng trong họ Cerambycidae.